# Pentode
En pentode  er et elektronrør som har fem aktive elektroder. Termen henfører almindeligvis mest til et tre-gitter forstærkende elektronrør, som blev udviklet og opfundet af Gilles Holst og Bernhard D.H. Tellegen i 1926. 
Pentoden består af en evakueret glasindkapling indeholdende fem aktive elektroder i følgende rækkefølge: en katode (opvarmet af en glødetråd), et styregitter, et skærmgitter, et fanggitter - og en anode. Pentode (kaldes en "triple-grid amplifier" i noget tidligt litteratur) 
blev udviklet fra tetroden ved at tilføje et tredje gitter, fanggitteret. Fanggitterets formål er at forhindre sekundær emissionselektroner udsendes 
fra anoden og når frem til skærmgitteret. Sekundær emissionselektroner kan forårsage ustabilitet og parasitisk oscillation i tetroden. Pentoden er tæt relateret til beam-tetroden. Pentoder var bredt anvendt i industrielle og forbrugerelektronisk udstyr såsom radiomodtagere og fjernsyn indtil 1960'erne og 1970'erne, hvor elektronrør blev erstattet af transistorer.  Pentoders hovedanvendelse er til højeffekt industrielle anvendelser såsom radiosendere. Pentoder blev stadig anvendt i audio røreffektforstærkere af en del audiofiler.

## Pentodetyper
- Variabel transkonduktans ("variable-mu", "remote-cutoff" eller "super-control") pentoder er generelt dise som har en ikke-uniform gitter afstand, hvilket gør disse pentoder i stand til at håndtere et meget stort interval af input-signalstyrker uden nævneværdig intermodulationsforvrængning, hvilket gør dem anvendelig i radiofrekvens forstærkertrin hvor automatic gain control anvendes. De første kommercielle variable-mu pentoder var 550 og 551 udviklet af Stuart og Snow omkring 1929.[6] Andre eksempler omfatter: EF50, 1T4, 6K7, 6BA6 og EF83 (hvorimod måske EF85/6BY7 og især 6JH6, kan betegnes som "semiremote-cutoff" pentoder).[7]
- Sharp-cutoff ("high slope" eller almindelige) pentoder har en mere ordinær uniform gitterafstand. Disse pentoder er mere anvendelige til audioforstærkere. Eksempler omfatter: EF37A, EF86/6267, 1N5GT, 6AU6A, 6J7GT. Ofte, men ikke altid, er pentoder indenfor europæisk rørnavngivning med lige løbenumre sharp-cutoff-pentoder og ulige løbenumre remote-cutoff-pentoder; EF37 var en undtagelse til denne regel, måske grundet at EF37 er en forbedring af EF36.[8]
- Effekt output pentoder, EL34, EL84, 6CL6, 6F6, 6G6, SY4307A og 6K6GT er nogle eksempler på ægte pentoder som anvendes til effektforstærkning, ved at anvende et fanggitter i stedet for de mere effektive beam-forming "gitter"-plader, der anvendes i beam-tetroder. (Beam-tetroder blev også nogle gange omtalt som "beam-pentoder",[9] og omfatter Sylvania (og muligvis GE) 6CA7 versionen af EL34, 6V6GT og GEC KT66 og KT88. Andre kilder foretrak navne såsom "beam power amplifier" eller "beam power tube", formentlig for at undgå at nærme sig Philips pentode-patentet). Effekt output pentoder for specifikke fjernsynsanvendelser, grundet effektivitet men ikke lineare nok til audio er:
  - video-output pentoder, fx 15A6/PL83, PL802
  - billed-output eller vertikalafbøjning pentoder, såsom PL84 og pentode-delen af 18GV8/PCL85.
  - linje-output eller horisontalafbøjning pentoder, såsom PL36, 27GB5/PL500, PL505 osv.
- En "triode-pentode" er en enkelt komponent indeholdende både en triode og en pentode, såsom en ECF80 eller ECL86.